# Don Elgin
Donald "Don" James William Elgin (Donald, 19 de diciembre de 1975) es un atleta paralímpico de pista y campo australiano que ganó cuatro medallas en tres Juegos Paralímpicos.

## Biografía
Elgin nació el 19 de diciembre de 1975 en la ciudad victoriana de Donald. Nació sin pierna izquierda y pulgar izquierdo, con dedos pequeños y dedos palmeados en ambas manos; su pie izquierdo malformado fue amputado poco después de su nacimiento y tuvo una cirugía a corazón abierto a la edad de tres años. Se crio en la ciudad de Tocumwal, Nueva Gales del Sur, y compitió en atletismo y natación cuando era adolescente. Vive en Melbourne con su esposa, tres hijas y un hijo. Es el Fundador y Director Gerente de StarAmp Global, una empresa de gestión boutique que se especializa en la gestión y el apoyo a competidores paralímpicos. También trabaja como orador motivador tanto en Australia como en todo el mundo.

## Carrera deportiva
It started off in 1990. I went along to the NSW [New South Wales] amputee championships. It was the first time I had been exposed to a group of people who were missing bits. Missing arms, missing legs. My first reaction was Wow! Have a look at this, it’s like freak show, all these people! Then about half an hour into it, it dawned on me that these people were just like me. Here was this level playing field I suppose I wanted and desired so much.
Comencé en 1990. Fui al campeonato de amputados de NSW [Nueva Gales del Sur]. Era la primera vez que había estado expuesto a un grupo de personas a las que les faltaban partes. Faltan brazos, faltan piernas. Mi primera reacción fue ¡Guau! ¡Mira esto, es como un espectáculo de monstruos, toda esta gente! Luego, aproximadamente media hora después, me di cuenta de que estas personas eran como yo. Aquí estaba este campo de juego nivelado, supongo que quería y deseaba tanto.
Don Elgin

Elgin participó por primera vez en deportes para personas con discapacidades en el Campeonato de Amputados de Nueva Gales del Sur de 1990. Su primera competencia internacional fue el Campeonato Mundial de Atletismo IPC de 1994 en Berlín, donde ganó una medalla de oro en el 4x100 metros relevo y una medalla de bronce en el salto de altura. Participó sin ganar medallas en los Juegos Paralímpicos de 1996 en Atlanta y quedó cuarto en el pentatlón en el Campeonato Mundial de Atletismo IPC de 1998 en Birmingham. En los Juegos Paralímpicos de Sídney de 2000, ganó una medalla de bronce en la prueba del pentatlón P44 masculino. En el Campeonato Mundial de Atletismo IPC 2002 en Lille, ganó dos medallas de plata en pentatlón y 4x400 m relevo y una medalla de bronce en el 4x100 m relay. En los Juegos Paralímpicos de 2004 en Atenas, ganó una medalla de plata en el 4x400 masculino T42–46 y dos medallas de bronce en el 4x100 m T42–46 y en el pentatlón P44. Llegó sexto en el pentatlón en el Campeonato Mundial de Atletismo IPC 2006, donde fue el abanderado australiano en la ceremonia de apertura, y comentó en los Juegos de la Commonwealth de ese año en Melbourne. Se retiró del para-atletismo en 2008, pero regresó en 2013 después de enterarse de que el deporte se incluiría en los Juegos de la Commonwealth de Glasgow 2014. Llegó octavo en el lanzamiento de disco masculino F42 / 44 en los juegos.  
Fue entrenado por Roy Boyd, Cath Woodruff, John Eden, De Jennings y Peter Negropontis. Obtuvo una beca del Instituto Victoriano del Deporte durante 12 años. Es el gerente del equipo del equipo de atletismo paralímpico australiano.  

## Reconocimiento
En 2000, Elgin recibió una Medalla Deportiva Australiana por "servicio al deporte de amputados", en particular "desarrollo de atletas juveniles y atletismo". En noviembre de 2018, recibió el Premio al Logro Frank Pyke del Instituto Victoriano de Deporte. 

## Galería

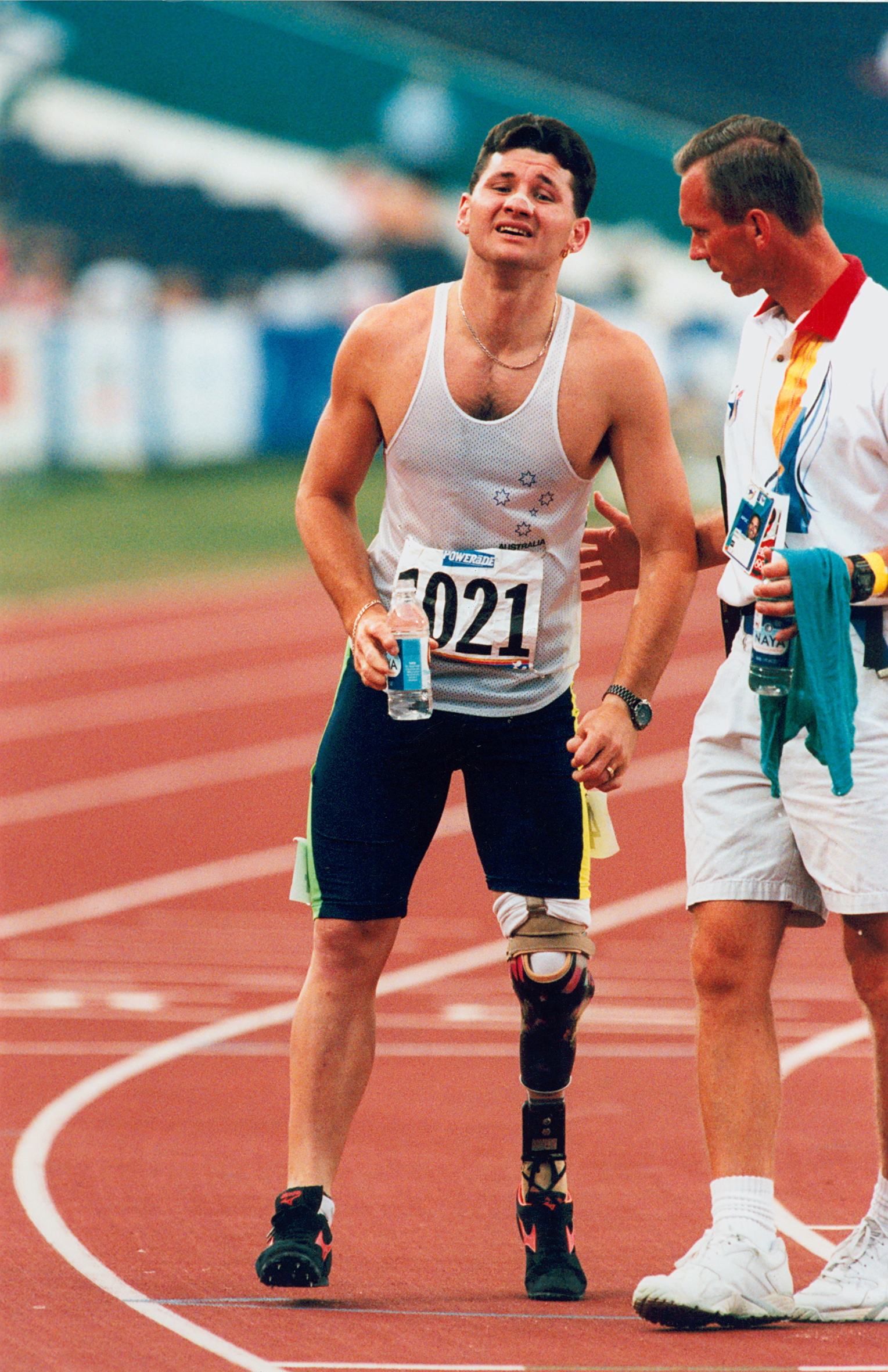
El atleta australiano Don Elgin recibe el apoyo de un oficial en la finalización de uno de los eventos en el pentatlón en los Juegos Paralímpicos de Atlanta de 1996.
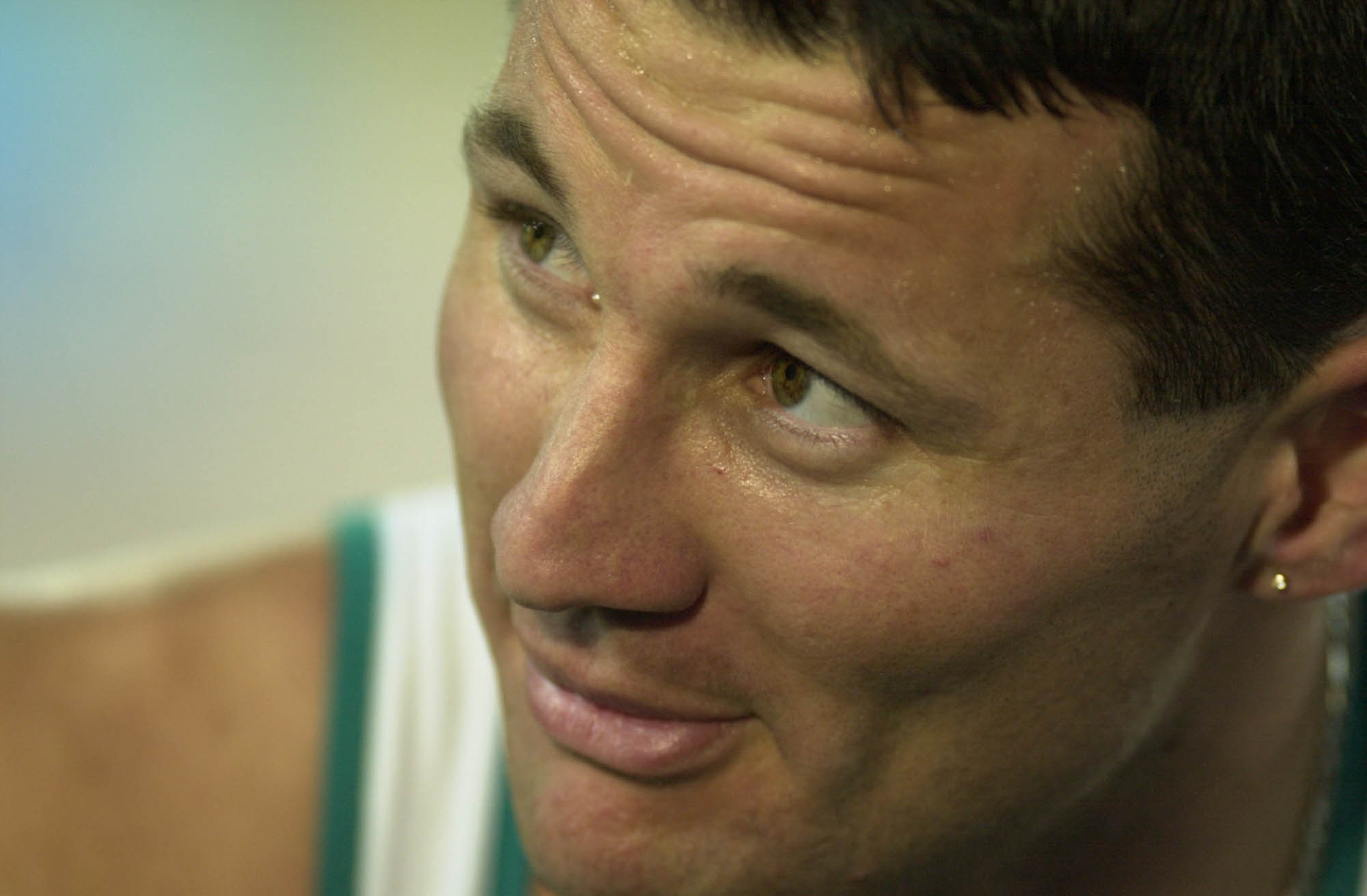
Cerca de Elgin mirando hacia arriba durante la competencia de atletismo en los Juegos Paralímpicos de Verano 2000
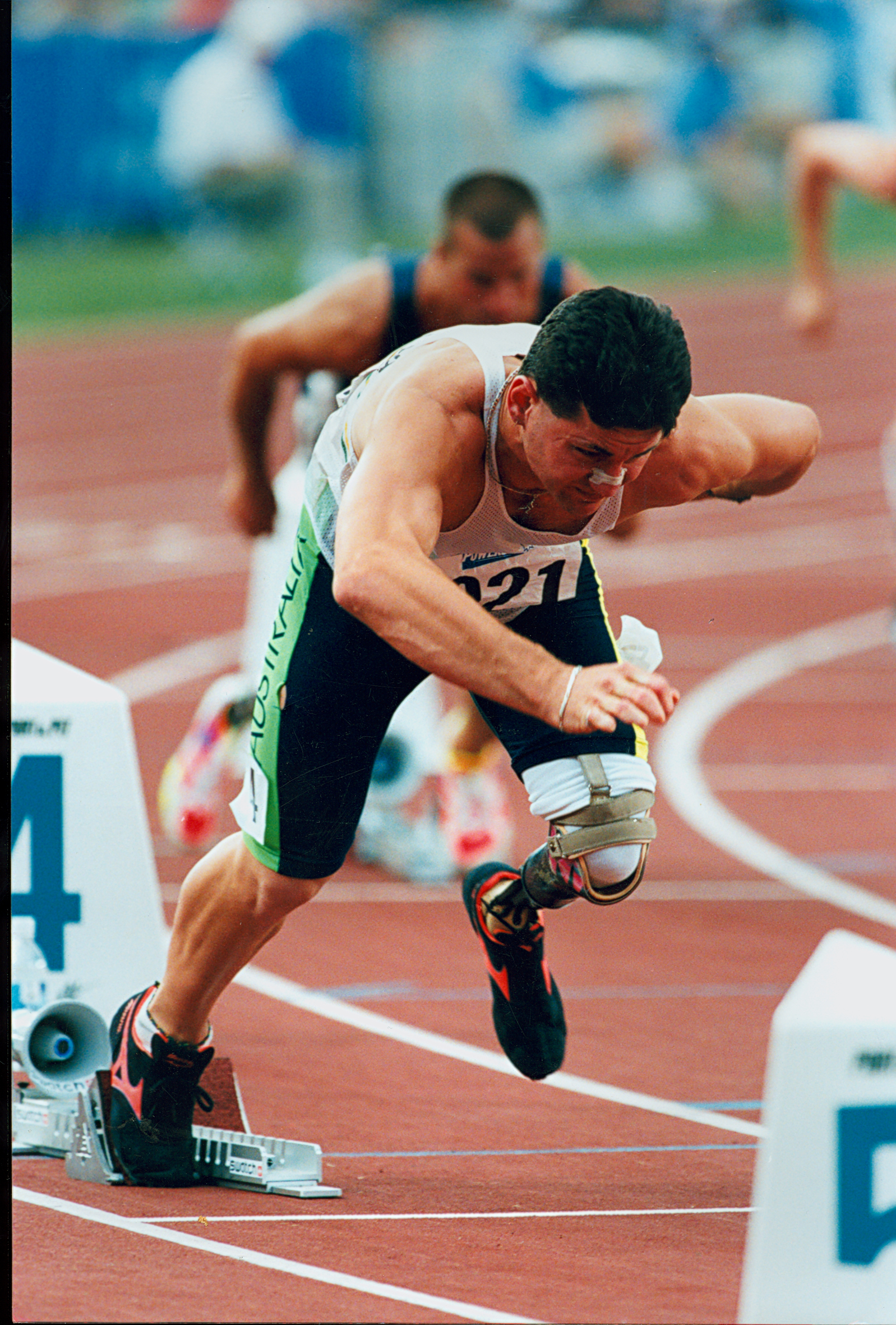
Elgin compitiendo en el pentatlón en los Juegos Paralímpicos de Atlanta de 1996
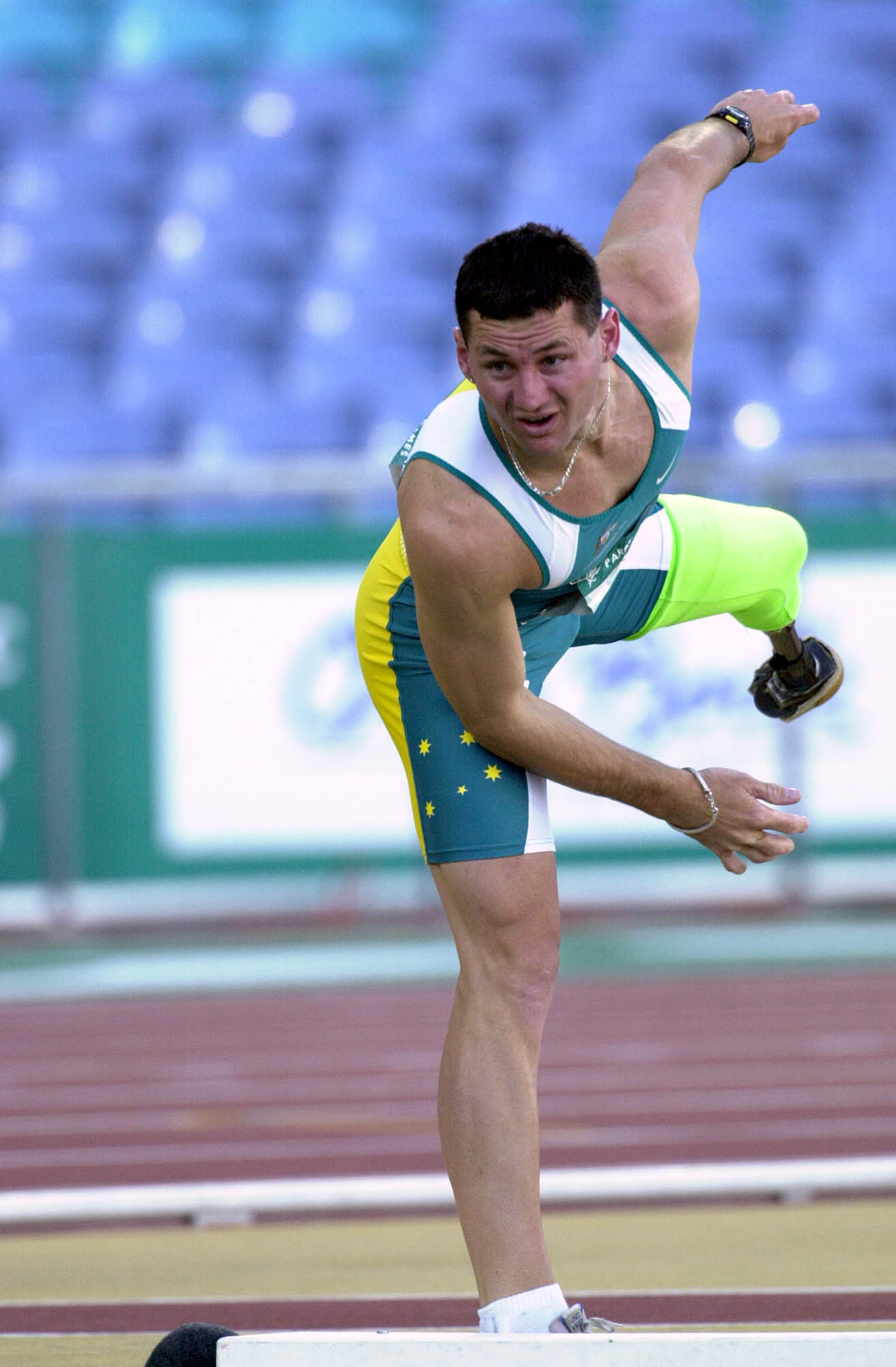
Elgin lanzando el lanzamiento de bala en los Juegos Paralímpicos de Sydney 2000